# Tenuiphantes stramencola
Tenuiphantes stramencola är en spindelart som först beskrevs av Nikolaj Scharff 1990.  Tenuiphantes stramencola ingår i släktet Tenuiphantes och familjen täckvävarspindlar.
Artens utbredningsområde är Tanzania. Inga underarter finns listade i Catalogue of Life.